# USNS Geiger
El USNS Geiger (T-AP-197)/USTS Bay State IV fue un buque de transporte de la Armada de los Estados Unidos. Recibió su nombre en honor al general Roy Stanley Geiger, quien, desde julio de 1945 hasta noviembre de 1946, comandó la Fuerza de Infantería de Marina de la Flota del Pacífico de los Estados Unidos.

## Hundimiento
En 1979 fue reasignado a la Academia Marítima de Massachusetts como el buque de entrenamiento de los Estados Unidos (USTS) Bay State IV. En diciembre de 1981 sufrió un incendio en la sala de máquinas. Declarado pérdida constructiva, fue devuelto a la Administración Marítima para su baja.